# André Rigaud
Pour les articles homonymes, voir Rigaud.
Benoit Joseph André Rigaud, né le 17 janvier 1761 et mort le 18 septembre 1811, est un général franco-haïtien de couleur ayant participé à la révolution haïtienne, et chef du parti mulâtre opposé à Toussaint Louverture. Il devient éphémère chef de l'État du sud, après l'indépendance d'Haïti.

## Biographie

### Mulâtre libre
André Rigaud naît  en 1761 aux Cayes, ville de la péninsule sud de la colonie de Saint-Domingue. Il est le fils d'un huissier de justice blanc du nom de Charles François Rigaud et d'une esclave, Rose Bossy. Il est un mulâtre né libre. Son père a treize enfants dont huit de sa femme Élisabeth Rigaud née Poulain (Française), et cinq de son esclave Rose Bossy.
André part pour Bordeaux en France afin d'apprendre le métier d'orfèvre. En 1779, l'amiral d'Estaing vient à Saint-Domingue lever une légion de volontaires parmi les gens de couleur libres (mulâtres ou Noirs affranchis) afin d'aider à la Guerre d'indépendance des États-Unis. Rigaud se porte volontaire. Au sein d'un corps de 1 500 hommes, les Chasseurs volontaires de Saint-Domingue, il combat, entre autres, au siège de Savannah et y apprend l'art de la guerre.

### La révolte haïtienne
La Révolution française est pour lui comme pour tous les libres, l'occasion de réclamer l'égalité entière avec les Blancs. L'exécution des libres Vincent Ogé et Jean-Baptiste Chavannes en février 1791, le convainc de devoir recourir aux armes. Rapidement, il soulève le Sud et participe au siège de la capitale Port-au-Prince en novembre. Il soutient les commissaires civils Léger-Félicité Sonthonax et Étienne Polverel dès leur arrivée en septembre 1792. Il est promu colonel, commandant la Légion de l’Égalité du Sud le 25 juillet 1793. Il les accueille aux Cayes quand Port-au-Prince tombe aux mains des Britanniques le 1er juin 1794. C'est à lui que Sonthonax et Polverel, embarquant pour la métropole le 14 juin 1794, remettent le décret d'abolition de l'esclavage pour le sud du pays. Il maintient le sud hors de la domination britannique. Il est promu général de brigade le 23 juillet 1795.
Son autorité est orageuse. Il ne s'entoure que de mulâtres, se méfiant des Noirs. En 1799, Toussaint Louverture n'a qu'à lui tendre un piège assez grossier pour qu'il déclare lui-même la guerre des couteaux. La victoire des armées noires en août 1800, l'oblige à fuir pour Saint Thomas (Îles Vierges des États-Unis), puis de partir en métropole en mars 1801. Napoléon Bonaparte l'enrôle dans l'armée de Leclerc, chargée de reconquérir Saint-Domingue en avril 1802. Après l'échec de cette expédition, il est emprisonné par Napoléon au fort de Joux le 15 avril 1803, à quelques cellules de distance de Toussaint Louverture. Il réussit à s'échapper et, en cachant son identité, peut retourner le 7 avril 1810, dans son pays devenu indépendant, Haïti. Le président Alexandre Pétion lui fait d'abord bon accueil, mais Rigaud entend constituer son État dans la péninsule ; il fait sécession le 3 novembre 1810.
Il meurt le 18 septembre 1811. Quelques mois plus tard, Pétion rattache la péninsule à la république haïtienne.

### Famille
André Rigaud, né de l'union de Charles François Rigaud et Rose Bossy, a eu quatre frères et sœurs : Augustin, Angélique, Joseph et François. Il est lui-même le père de neuf enfants, dont quatre avec sa femme Marie Anne Villeneuve : André Vincent, Françoise-Henriette, François Guillaume et Augustin. Ses cinq autres enfants naissent de ses relations avec trois maîtresses : Louis, qu’il enverra faire ses études en France, à l’Institution nationale des colonies de Paris, avec Marie-Magdelaine Renard ; Luxis « André » et Rose Angélique Uranie avec Jeanne Marie Moline ; et Cyrille et Numa avec la troisième maîtresse.
La majorité des descendants de la famille Rigaud vit actuellement à Camp-Perrin en Haïti, aux États-Unis et au Canada.

## Sources
- Michel R. Doret, Andre Rigaud : la vraie silhouette, S. l., Michel R. Doret, 2010, 150 p. (ISBN 978-99935-7-816-1, BNF 42368429)
- Henri Castonnet Des Fosses, La perte d’une colonie : la révolution de Saint-Domingue, Paris, A. Faivre, 1893, 380 p. (lire en ligne), p. 152-194
- Pamphile vicomte de Lacroix, La Révolution de Haïti, 1819, p. 503
- (en) « Generals Who Served in the French Army during the Period 1789 - 1814: Eberle to Exelmans »
- Georges Six, Dictionnaire biographique des généraux & amiraux français de la Révolution et de l'Empire (1792-1814), Paris : Librairie G. Saffroy, 1934, 2 vol., p. 371-372